# Nouvelles Éditions Latines
Nouvelles Éditions Latines (NEL) ist ein französischer Verlag, der 1928 von Fernand Sorlot gegründet wurde. Der Verlag erlangte 1934 Bekanntheit mit der als Warnung vor Deutschland gedachten nicht-autorisierten Übersetzung und Veröffentlichung von Hitlers „Mein Kampf“ in Frankreich.

## Geschichte
In den 1930er Jahren kaufte das Haus den Verlag Les Éditions Bossard und weitete bald darauf seine Aktivitäten mit der Schaffung der Les Éditions Catalogne, welche sich der ausländischen Literatur widmete, aus. 1934 lancierte der Verlag unter dem Titel Mon Combat eine unautorisierte Übersetzung von Hitlers „Mein Kampf“. Dabei verteidigte Sorlot sein Vorgehen mit den Worten: „Die Kenntnis des Inhalts dieses Buches ist von vitalem Interessen für Frankreich, denn das Buch wird fortan die Bibel des deutschen Volks sein“. Hitler zog darauf den Verlag vor das Handelsgericht in Paris, und im Juni 1934 kam es zum Prozess, in dem Sorlot unterlag. Die LICA unterstützte Sorlot während des Prozesses und verteilte 5.000 Exemplare der streitbaren Übersetzung an Politiker, Kunstschaffende und einflussreiche Intellektuelle in Frankreich.

## Der Gründer
Fernand Sorlot (* 1907) stand der Action française von Charles Maurras nahe. Während der französischen Besetzung Frankreichs durch die Wehrmacht, eröffnete er eine Filiale in Berlin. Kurze Zeit später nahm er von Dr. List aus Leipzig für die Überarbeitung und Veröffentlichung diverser Buchreihen 800.000 Francs entgegen. Diese Buchserie unter dem Titel Regards sur l’histoire setzte sich aus folgenden drei Reihen zusammen: Les écrivains du siècle, Les chefs-d’œuvre und La vie européenne. Am 15. Mai 1948 wurde er für seine Aktivitäten während der Besetzung zu zwanzig Jahren „nationaler Entehrung“ verurteilt und sein Vermögen wurde eingezogen.

## Verlagsverzeichnis
Der Verlag, dessen politische Ausrichtung der traditionellen extremen Rechte zugeordnet wird, führt heute mehr als 2000 Titel im Verlagsverzeichnis auf. Darunter fallen auch einige Buchreihen wie zum Beispiel:
- Art et Tourisme (Kunst und Tourismus)
- Le Monde Catholique (Katholische Welt)
- Le Monde Littéraire (Literaturwelt)
- Histoire (Geschichte, mit zahlreichen Unterressorts)